# Festival Internacional de Cinema de Sant Sebastià 1977
La 25a edició del Festival Internacional de Cinema de Sant Sebastià va tenir lloc entre el 10 i el 21 de setembre de 1977. En aquesta edició continuava tenint la categoria A de la FIAPF, és a dir, festival competitiu no especialitzat.

## Desenvolupament
La inauguració del 10 de setembre no va comptar amb la presència del director del festival, Miguel Echarri, absent per motius de salut. En aquesta 25na edició el Festival es va constituir en ens autònom i va rebre el suport dels partits polítics bascos, dels parlamentaris i dels sindicats, alhora que el president del festival, Luis Alcoriza, se solidaritzava amb les reivindicacions del poble basc.
En aquesta edició es va anunciar s'exhibirien un total de 112 pel·lícules, entre elles les 23 pel·lícules de la selecció oficial, 11 pel·lícules de la secció informativa (entre elles el Casanova de Federico Fellini, Novecento de Bertolucci, Tamaño natural de García Berlanga, Comment Yukong déplaça les montagnes de Joris Ivens, Adiós Alicia, de Liko Pérez, Marcia trionfale de Marco Bellocchio, Contes immoraux de Walerian Borowczyk, Ai no korīda de Nagisa Oshima o Mina, viento de libertad d'Antxon Ezeiza), 20 pel·lícules de la retrospectiva dedicada a Pier Paolo Passolini (entre elles Els contes de Canterbury, Les mil i una nits i Salò, fins aleshores prohibides a Espanya), 7 pel·lícules de l'homenatge a Luis Buñuel, 19 pel·lícules del cicle "Nous Creadors" (entre elles De fresa, limón y menta de Miguel Ángel Díez Fernández, Raza, el espíritu de Franco de Gonzalo Herralde, Dios bendiga cada rincón de esta casa de Chumy Chúmez, In memoriam d'Enrique Brasó Gómez de Alía, Tigres de papel de Fernando Colomo, Cascabel de Paúl Araiza, Celestina de Miguel Sabico) i 20 d'un cicle dedicat al cinema de la Segona República Espanyola (amb títols com Rosario la Cortijera, María de la O o El genio alegre) i 14 pel·lícules del cicle "Otro cine" (entre elles Shirley Temple Story d'Antoni Padrós i Solanes).
El festival va obrir amb la projecció fora de concurs d' El perro d'Antonio Isasi-Isasmendi. El dia 11 es van projectar Full Circle i Tănase Scatiu, el dia 12 La guerra de papá i La Question, el 13 Hemåt i natten, Bobby Deerfield i Se llamaba SN el 14 Crecer de golpe i el 15 Il gabbiano i A un dios desconocido. El dia 15 es va fer una taula rodona sobre "Cinema i testimoni històric" moderada per Romà Gubern i en la que hi participaren Marco Bellocchio, Laura Betti, Joris Ivens, Ricard Muñoz Suay, Margot Benacerraf, Rafael Borràs Netriu, Pere Pagès, Marcelino Loridan, Luis Alcoriza, Luis Gasca, Freddy Buache, Felipe Llerandi, Elías Querejeta i Jaime Chávarri. Jorge Semprún no hi va poder assistir. El dia 16 Mi hija Hildegart i Break of Day. el dia 17 la canadenca The Disappearance i La guerra de les galàxies, alhora que visitaren el festival Carrie Fisher, Harrison Ford, Gary Kurtz i Luis Buñuel. El dia 18 es projectaren Pedro Páramo i La tierra y el cielo el 19 Violanta, Der Mädchenkrieg i Mekhanitxeskogo pianino i el dia 20 Heinrich i Paixão e Sombras. El dia 21 es va projectar Cet obscur objet du désir i es van donar a conèixer els premis.

## Jurat oficial
- Luis Alcoriza
- Raymond Borde
- Freddy Buache
- Eduardo Chillida
- Malcolm McDowell
- Ricard Muñoz Suay
- Franco Nero

## Retrospectives

### Pier Paolo Pasolini
- Accattone (1961)
- Mamma Roma (1962)
- La rabbia (1963)
- Rogopag (fragment La ricotta, 1963)
- L'evangeli segons sant Mateu (1964)
- Comizi d'amore (1965)
- Sopralluoghi in Palestina per il Vangelo secondo Matteo (1965)
- Ocellots i ocellets (1966)
- Les bruixes (fragment La Terra vista dalla Luna, 1967)
- Èdip Rei (1967)
- Teorema (1968)
- Appunti per un film sull'India (1968)
- Capriccio all'italiana (1968)
- Porcile (1969)
- Medea (1969)
- Amore e rabbia (1969)
- Apunts per a una Orestíada africana (1970)
- El Decameró (1971)
- Els contes de Canterbury (1972)
- Les mil i una nits (1974)
- Salò o le 120 giornate di Sodoma (1975)

### Luis Buñuel
- El ángel exterminador (1962)
- L'Âge d'or  (1930)
- La Via Làctia (1969)
- Los olvidados (1950)
- Simón del desierto (1964)
- Viridiana (1961)

### Cinema Espanyol de la Segona República
- Rosario la Cortijera (1935) de León Artola
- María de la O (1936) de Francesc Elías Riquelme
- El genio alegre (1936) de Fernando Delgado de Lara
- El amor solfeando (1930) de Robert Florey
- ¡Centinela, alerta! (1937) de Jean Grémillon i Luis Buñuel
- Aurora de esperanza (1937) d'Antonio Sau Olite
- Barrios bajos (1937) de Pedro Puche
- Don Quintín el amargao (1935) de Lluís Marquina i Pichot
- El agua en el suelo (1934) d'Eusebio Fernández Ardavín
- El cura de aldea (1936) de Francisco Camacho Ruiz
- El gato montés (1935) de Rosario Pi Brujas
- El relicario (1933) de Ricard de Baños i Martínez
- Esencia de verbena (1930) d'Ernesto Giménez Caballero
- La hija de Juan Simón (1935) de Nemesio Manuel Sobrevila i José Luis Sáenz de Heredia
- La verbena de la Paloma  (1935) de Benito Perojo
- María de la O (1936) de Francesc Elías Riquelme
- Nuestro culpable (1937) de Fernando Mignoni
- Patricio miró a una estrella (1935) de José Luis Sáenz de Heredia
- Prim (1930) de José Buchs
- Una de miedo, una de risa y una de fieras (1934) d'Eduardo García Maroto
- Una mujer en peligro (1936) de José Santugini Parada

## Selecció oficial
Les pel·lícules de la selecció oficial de 1977 foren:
- A un dios desconocido de Jaime Chávarri
- Bobby Deerfield de Sydney Pollack
- Break of Day de Ken Hannam
- Cet obscur objet du désir de Luis Buñuel  (fora de concurs)
- Crecer de golpe de Sergio Renán
- Der Mädchenkrieg d'Alf Brustellin i Bernhard Sinkel
- El perro d'Antonio Isasi-Isasmendi  (fora de concurs)
- Full Circle de Richard Loncraine
- Heinrich de Helma Sanders-Brahms
- Hemåt i natten de Jon Lindström
- Il gabbiano de Marco Bellocchio
- La guerra de papá d'Antonio Mercero
- La Question de Laurent Heynemann
- La tierra y el cielo de Manuel Octavio Gómez
- Mekhanitxeskogo pianino de Nikita Mikhalkov
- Mi hija Hildegart de Fernando Fernán-Gómez
- Paixão e Sombras de Walter Hugo Khouri
- Pedro Páramo de José Bolaños
- Se llamaba SN de Luis Correa
- La guerra de les galàxies de George Lucas
- Tănase Scatiu de Dan Pița
- The Disappearance de Stuart Cooper (fora de concurs)
- Violanta de Daniel Schmid  (fora de concurs)

## Nous realitzadors
- A kard, avagy én vagyok a falu rossza egyedül de János Dömölky
- Adiós, Alicia de Santiago San Miguel i Liko Pérez
- Antonio Gramsci: i giorni del carcere de Lino Del Fra
- C'est la vie, Rose de Hans-Christoph Stenzel
- Celestina de Miguel Sabido
- De fresa, limón y menta de Miguel Ángel Díez
- Dios bendiga cada rincón de esta casa de Chumy Chúmez
- Don's Party de Bruce Beresford
- Expropiación de Mario Robles
- Harlan County, USA de Barbara Kopple
- In memoriam d'Enrique Brasó Gómez de Alía
- La bèstia del regne de Terry Gilliam
- Jack de Jan Halldoff
- La historia me absolverá de Gaetano Pagano
- La muerte de Sebastián Arache y su pobre entierro de Nicolás Sarquís
- Mar de Rosas d'Ana Carolina
- Prata Palomares d'André Faria
- Raza, el espíritu de Franco de Gonzalo Herralde
- Río Negro de Manuel Pérez Paredes
- Tigres de papel de Fernando Colomo
- Benvingut a Los Angeles d'Alan Rudolph

## Un altre cinema
- Io sono un autarchico de Nanni Moretti
- ... era erera baleibu izik subua aruaren ... de José Antonio Sistiaga

## Barris i pobles
- Cantata de Chile d'Humberto Solás Borrego
- Cascabel de Raúl Araiza Cadena
- Comment Yukong déplaça les montagnes de Joris Ivens i Marceline Loridan-Ivens
- De cierta manera de Sara Gómez
- El ángel exterminador (1962) de Luis Buñuel
- En la selva queda mucho por hacer de Walter Tournier, Alfredo Echaniz i Gabriel Pelufo
- Expropiación de Mario Robles
- L'assassinio di Federico Garcia Lorca d'Alessandro Cane
- La última cena de Tomás Gutiérrez Alea
- Lorca y la barraca de Miguel Alcobendas
- Las fuerzas vivas de Luis Alcoriza
- Marcia trionfale de Marco Bellocchio
- Mina, viento de libertad d'Antxon Ezeiza
- Novecento de Bernardo Bertolucci
- Raza, el espíritu de Franco de Gonzalo Herralde
- Río Negro de Manuel Pérez Paredes
- Tigres de papel de Fernando Colomo
- Torre Bela de Thomas Harlan

## Palmarès
Els premis atorgats en aquesta edició foren:
- Conquilla d'Or a la millor pel·lícula: Mekhanitxeskogo pianino de Nikita Mikhalkov
- Conquilla d'Or (curtmetratge): Expediente, de Manuel Coronado i Carlos Rodríguez Sanz
- Premi Especial del Jurat: La Question de Laurent Heynemann
- Conquilla de Plata al millor director: Der Mädchenkrieg d'Alf Brustellin i Bernhard Sinkel
- Premi Sant Sebastià d'interpretació femenina: Katherine Hunter, per Der Mädchenkrieg d'Alf Brustellin i Bernhard Sinkel
- Premi Sant Sebastià d'interpretació masculina: Héctor Alterio, per A un dios desconocido de Jaime Chávarri
- Premi Perla del Cantàbric a la millor pel·lícula de parla hispana: A un dios desconocido de Jaime Chávarri